# گاراژ راک
گاراژ راک (به انگلیسی: Garage rock) یکی از فرم‌های ابتدایی موسیقی راک اند رول است که اولین بار حدود سال‌های ۱۹۶۳ تا ۱۹۶۷ در آمریکا و کانادا محبوبیت یافت.
منشأ الهام گروه‌های اولیهٔ این سبک، موسیقی گروه‌های بریتانیایی مانند بیتلز، د کینکس و رولینگ استونز بود. از آن‌جایی که غالب هنرمندان این سبک جوانان تازه‌کار و آماتور بودند، نتیجهٔ کار معمولاً خیلی ناپخته‌تر از آن چیزی بود که ایده‌اش را داشتند، ولی همین مسئله باعث می‌شد بعضاً اصوات بدیعی ایجاد کنند.
«گاراژ راک» طی دههٔ ۱۹۶۰ میلادی به‌عنوان یک سبک مستقل موسیقی شناخته نمی‌شد و برای آن نامی وجود نداشت. در سال‌های آغازین دههٔ ۱۹۷۰ میلادی برخی کارشناسان موسیقی راک شیوهٔ اجرای گروه‌های این سبک بی‌نام را «پانک راک» لقب دادند. اما در اواخر دههٔ ۷۰ میلادی و برای ایجاد تمایز بین هنرمندان این سبک و گروه‌های «پانک راک» نوظهور مانند ریمُنز، سکس پیستولز و کلش، آن را «گاراژ راک» یا «پانک دهه شصتی» نام نهادند.
از گروه‌های اولیه و شاخص «گاراژ راک» می‌توان از دِ شَدوز آو نایت، کاونت فایو، د سیدز و د استندلز نام برد.